# 17612 Whiteknight
17612 Whiteknight este o planetă minoră (asteroid), cu un diametru de 4,856 km, din centura de asteroizi. A fost descoperită pe 20 octombrie 1995 la Chichibu Observatory⁠(d) de Naoto Satō⁠(d) și a fost numită după White Knight⁠(d). 
Obiectul prezintă o orbită caracterizată de o semiaxă mare de 3,0787205 UAi, o excentricitate de 0,02, o înclinație de 8,40994 ° în raport cu ecliptica.